# Tatyana Fazlalizadeh
Tatyana Fazlalizadeh, née le 12 octobre 1985 à Oklahoma City (Oklahoma, États-Unis), est une artiste, peintre, activiste, artiste de rue et illustratrice américaine basée à Brooklyn. 
Elle est surtout connue comme la créatrice de la campagne (en) Stop Telling Women to Smile (Arrête de dire aux femmes de sourire).

## Biographie
Son travail sur Barack Obama est repris dans le livre (en) Art for Obama (en): Designing Manifest Hope and the Campaign for Change, édité par Shepard Fairey et Jennifer Gross en 2009.
À Paris en 2015 elle participe au projet Rosa Parks fait le mur, au nom des valeurs de lutte contre les discriminations, d’égalité et de paix associées à la figure de Rosa Parks, une fresque de presque 500 mètres de long réalisée rue d'Aubervilliers entre octobre et décembre, collaboration avec les habitants et cinq artistes : Kashink (Paris), Zepha (Toulouse), Katjastroph (Nantes), Bastardilla (pt) (Bogota) et Tatyana Fazlalizadeh (New York),.

### Stop Telling Women to Smile
Le projet (en) Stop telling women to smile de Tatyana Fazlalizadeh a débuté en 2012 à Brooklyn, il consiste à placarder sur les murs des portraits de femmes, sous lesquels sont inscrits des messages à l'intention des harceleurs.
Après Mexico et Paris en 2015, Stop Telling Women to Smile fait escale en Suisse en 2017, dans le cadre des Créatives.

## Publications
- Tatyana Fazlalizadeh, Stop Telling Women to Smile, Stories of Street Harassment and How We're taking Back Our Power,  Seal Press, New York, 2020, 226 p. (ISBN 9781580058483, présentation en ligne) (en) Tatyana's art does what all great art does: tells the truth about our times. Spike Lee

## Expositions, évènements et projets
- 2014
  - Stop Telling Women To Smile by Tatyana Fazlalizadeh (STWTS), Betti Ono Gallery, Oakland (États-Unis) (7 mars - 19 avril 2014)[4]
- 2015
  - Rosa Parks fait le mur, rue d'Aubervilliers dans le 18e et le 19e arrondissement de Paris (octobre 2015 - novembre 2015)[1],[2]
  - شگفت آور (Fabulous), exposition collective (avec Dana Caputo, Farnaz Rabieijah, Jaishri Abichandani, Kate Hush, Lisa Ficarelli-Halpern, Lunar New Year, Rashaad Newsome, Shoshanna Weinberger et Ventiko), Shirin Gallery, New York (États-Unis) (17 septembre - 21 octobre 2015)[5]
- 2016
  - Women Are Not Seeking Your Validation, Corridor Gallery, Brooklyn, New York (États-Unis) (10 janvier - 21 février 2016)[6]
- 2017
  - Stop telling women to smile, L'Usine, Genève (novembre 2017)[3]
  - Table ronde, Harcèlement: identifier, visibiliser, résister, Café des Volontaires à Genève (13 novembre 2017)[3], avec Sandrine Salerno[7] « (Vidéo en ligne) »
- 2018
  - Project Row Houses, Round 48 Beyond Social Practice, exposition collective avec Armina Mussa, Tia-Simone Gardner, Lisa Harris, Dawn Weleski, Jackie Sumell et The Design Studio for Social Intervention, Houston (États-Unis) (13 octobre 2018 - 17 février 2019)[8]
- 2019
  - Oklahoma is Black, exposition solo, Oklahoma Contemporary Art Center, Oklahoma (États-Unis) (février - mai 2019)
- 2020
  - Catalyst: Art and Social Justice, exposition collective, Gracie Mansion, New York (États-Unis) (20 février 2020 - 8 septembre 2021)[9]
- 2021
  - Black American Portraits, musée d'Art du comté de Los Angeles ((en) Los Angeles County Museum of Art LACMA, Los Angeles (États-Unis) (2021)